# Лильян
Лильян (фр. Lillianes) — коммуна в Италии, располагается в автономном регионе Валле-д’Аоста.
Население составляет 485 человек (2008 г.), плотность населения составляет 27 чел./км². Занимает площадь 18 км². Почтовый индекс — 11020. Телефонный код — 0125.
Покровителем населённого пункта считается Святой Рох.

## Демография
Динамика населения: